# 烏博羅克 (中布達區)
烏博羅克（烏克蘭語：Уборок）是烏克蘭東北部的舊村，曾經由蘇梅州的中布達區負責管轄，距離代姆琴科韋和盧日基約1公里，1988年該城村人口20。